# Rosyjska Akademia Nauk Medycznych
Rosyjska Akademia Nauk Medycznych — wyższa naukowa instytucja medyczna, utworzona w 1944 w ZSRR przy Ludowym Komisariacie Zdrowia jako Akademia Nauk Medycznych ZSRR (ros. Акаде́мия медици́нских нау́к СССР, АМН СССР)
Pierwszymi członkami rzeczywistymi Akademii zostało 60 osób
W 1992 rozporządzeniem prezydenta Federacji Rosyjskiej Akademia Nauk Medycznych ZSRR została przekształcona w Rosyjską Akademię Nauk Medycznych

## Prezydenci ANM ZSRR i RANM
- 1944 — 1946 — Nikołaj Burdenko (ros. Николай Нилович Бурденко);
- 1946 — 1953 — Nikołaj Aniczkow (ros. Николай Николаевич Аничков);
- 1953 — 1960 — Aleksandr Bakulew (ros. Александр Николаевич Бакулев);
- 1960 — 1968 i 1977 — 1987 — Nikołaj Błochin (ros. Николай Николаевич Блохин);
- 1968 — 1977 — Władimir Timakow (ros. Владимир Дмитриевич Тимаков);
- 1987 — 2006 — Walentin Pokrowski (ros. Валентин Иванович Покровский);
- 2006— 2011 — Maichaił Dawydow (ros. Михаил Иванович Давыдов);
- od 2011 — Iwan Diedow (ros. Иван Иванович Дедов).